# Gonorynchus moseleyi
Gonorynchus moseleyi är en fiskart som beskrevs av Jordan och John Otterbein Snyder 1923. Gonorynchus moseleyi ingår i släktet Gonorynchus och familjen Gonorynchidae. Inga underarter finns listade i Catalogue of Life.